# Manche (cricket)
Pour les articles homonymes, voir Manche.

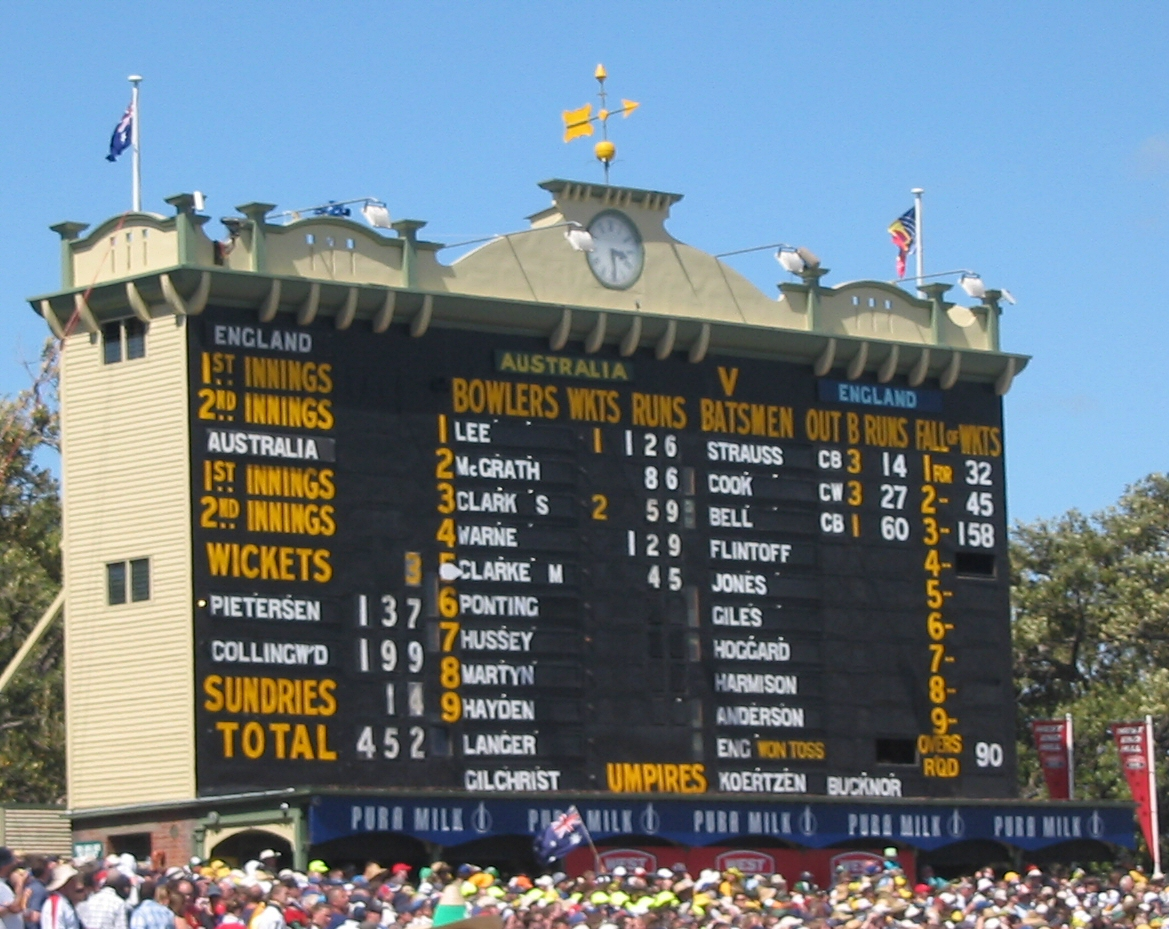
Tableau d'affichage de l'Adelaide Oval. Il indique les statistiques des joueurs pour la manche en cours.

La manche ou tour de batte, en anglais innings, est, au cricket, une période de jeu durant laquelle une équipe essaye de marquer le meilleur total possible de points appelés courses, et l'autre essaye de l'en empêcher.
Au cours d'une manche, deux batteurs de l'équipe qui tente de marquer des points sont simultanément présents sur le terrain, en même temps que leur onze adversaires. Ces derniers se partagent des séries de lancers au cours desquelles un même joueur envoie plusieurs fois consécutivement la balle, en essayant d'éliminer l'un des deux batteurs ou de limiter leurs possibilités de marquer. Lorsqu'un batteur est éliminé, il ne peut plus participer à la manche et est remplacé par un coéquipier. La manche prend forcément fin lorsque l'équipe qui batte n'a plus qu'un seul joueur non éliminé.
Plusieurs autres conditions peuvent indépendamment mettre fin à un tour de batte. Dans certains formats de cricket, l'équipe qui batte fait face à un nombre de lancers légaux limités pour marquer. Dans d'autres, le match est limité en temps et une manche peut ne pas être terminée lorsque le match s'arrête. Le capitaine de l'équipe qui batte peut lui-même décider de mettre fin à la manche pour des raisons tactiques. Selon les variantes de jeu, les équipes ont chacune une ou deux manches pour marquer. Leur ordre est laissé à l'appréciation de l'équipe qui remporte un tirage au sort.

## Fin d'une manche
Une manche s'achève lorsque l'une des conditions suivantes est remplie :
- un seul des batteurs de l'équipe à la batte n'a pas encore été éliminé ou n'est pas blessé, puisqu'il faut deux batteurs sur le terrain ;
- le capitaine de l'équipe qui batte effectue une « déclaration », c'est-à-dire qu'il décide de mettre fin à la manche pour gagner du temps ; cette tactique est utilisées dans les matchs à durée limitée, pour se laisser le temps d'éliminer l'équipe adverse ;
- lorsque le nombre maximum de lancers alloués à la manche a été atteint, dans les matchs à nombre de séries de lancers limité.